# Télson

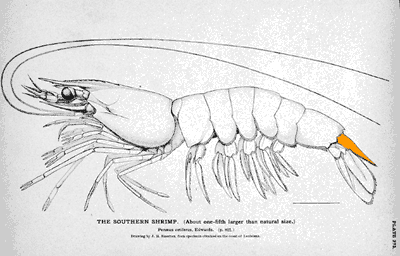
Esquema de um camarão do género Penaeus com o seu télson destacado em laranja

Em zoologia, chama-se télson a uma peça quitinosa do exosqueleto dos artrópodes - particularmente visível nos camarões e lagostas - que se encontra na extremidade do último segmento do corpo. Não é denominado um segmento verdadeiro porque não surge no embrião a partir do teloblasto, como ocorre com os segmentos verdadeiros. Nunca possui apêndices, mas uma cauda bifurcada é eventualmente presente. Em camarões, lagostas e outros decápodes formam o leque caudal junto com os urópodes (apêndices do último segmento do terceiro tagma) que serve como uma nadadeira especializada para a fuga.
Alguma estrutura análoga pode ser vista em determinados grupos de Chelicerados tais como o espinho caudal dos límulos e a dilatação da extremidade do pós-abdômen onde se localizam as glândulas de veneno dos escorpiões. Embora o nome Telson esteja bastante difundido para estes grupos, alguns autores questionam-no, pois definem o termo especificamente para o tipo de prolongamento pós-segmentar dos crustáceos.